# Eugène Renaux

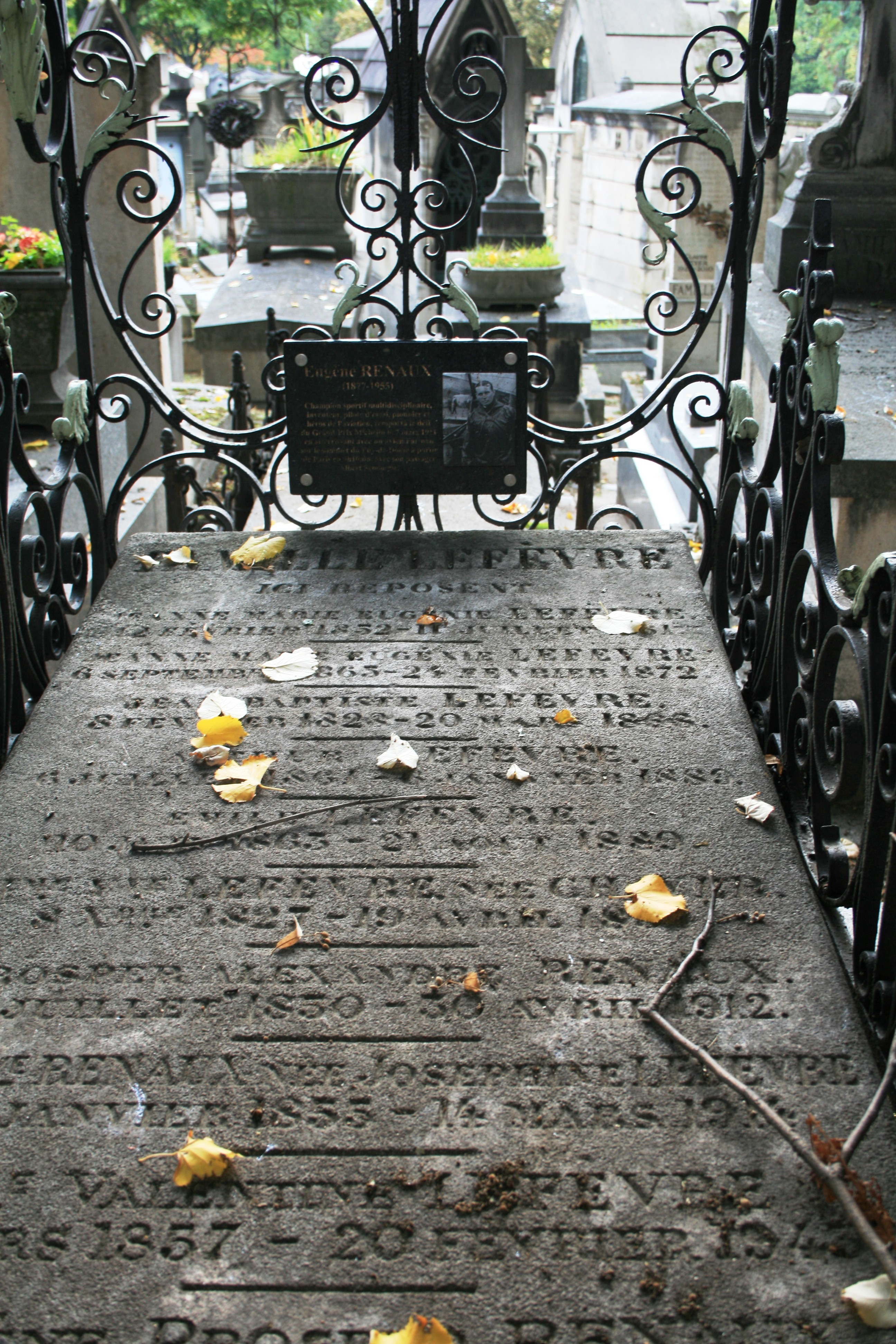
Sépulture d'Eugène Renaux (cimetière du Père-Lachaise, div. 62, Paris).

Eugène Renaux, né à Paris (20e arrondissement) le 27 janvier 1877, est un pionnier français de l'aviation décédé le 25 novembre 1955.
D'un tempérament sportif, Eugène Renaux s'illustre aux commandes de nombreux moyens de locomotion de son époque : bicycle, motocyclette, automobile, avion, ballon...

## Deux roues

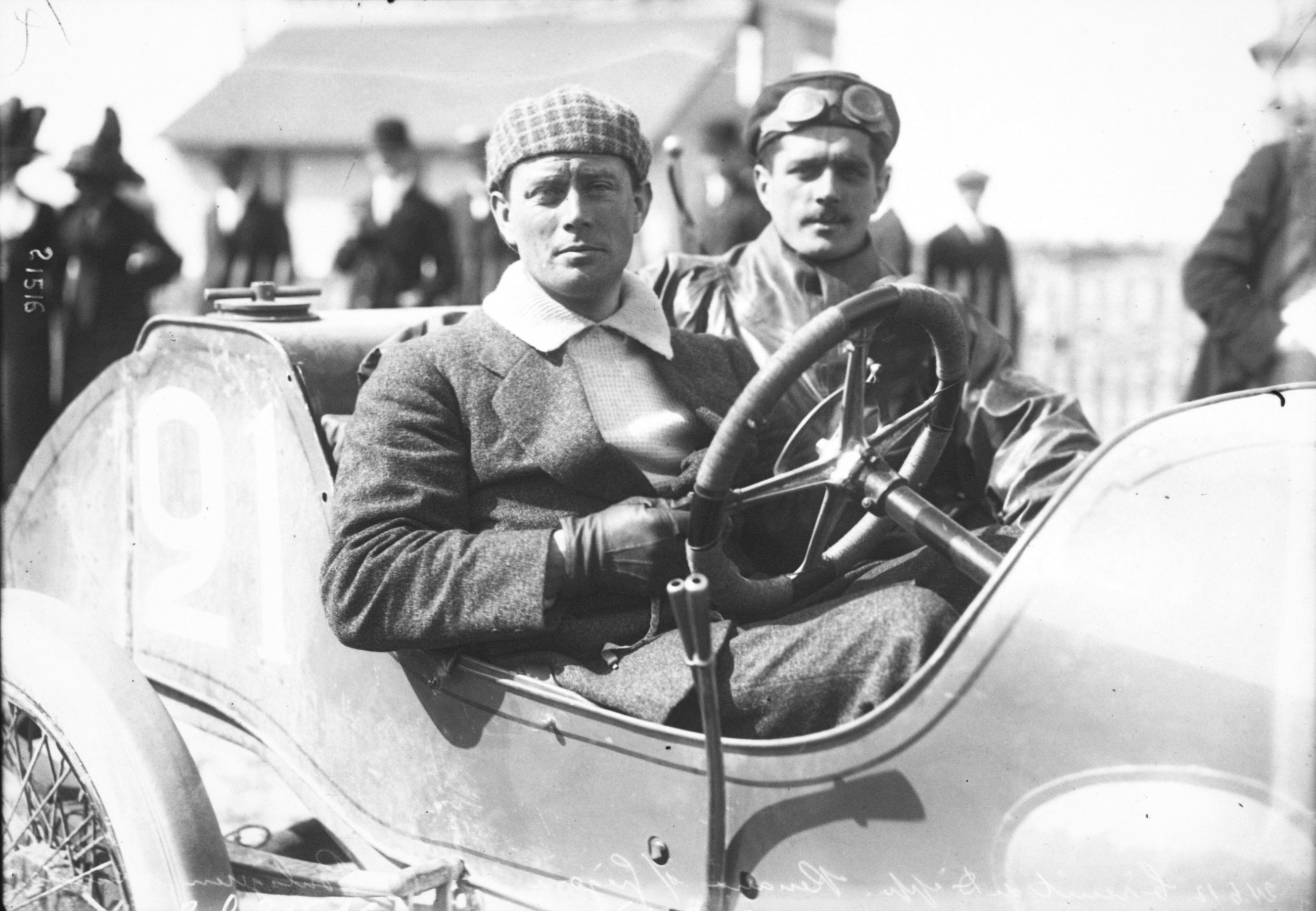
Eugène Renaux (à gauche) sur le circuit de Dieppe, en 1912.

Dès 1886, il participe à des courses de bicycles.
À partir de 1896, en collaboration avec son père, il s'adonne à la motocyclette, discipline dans laquelle il remporte la course Paris-Saint Malo en 1899.

## Course automobile
En août 1906, il remporte sur Mercedes la Coupe du Matin, une course automobile par étape de 6 000 km à travers la France.
Le 6 août 1907, il gagne sur Peugeot la Coupe de la Presse, épreuve de vitesse réservée au voiture de tourisme, sur le circuit de Lisieux.

## Un pionnier de l'aviation

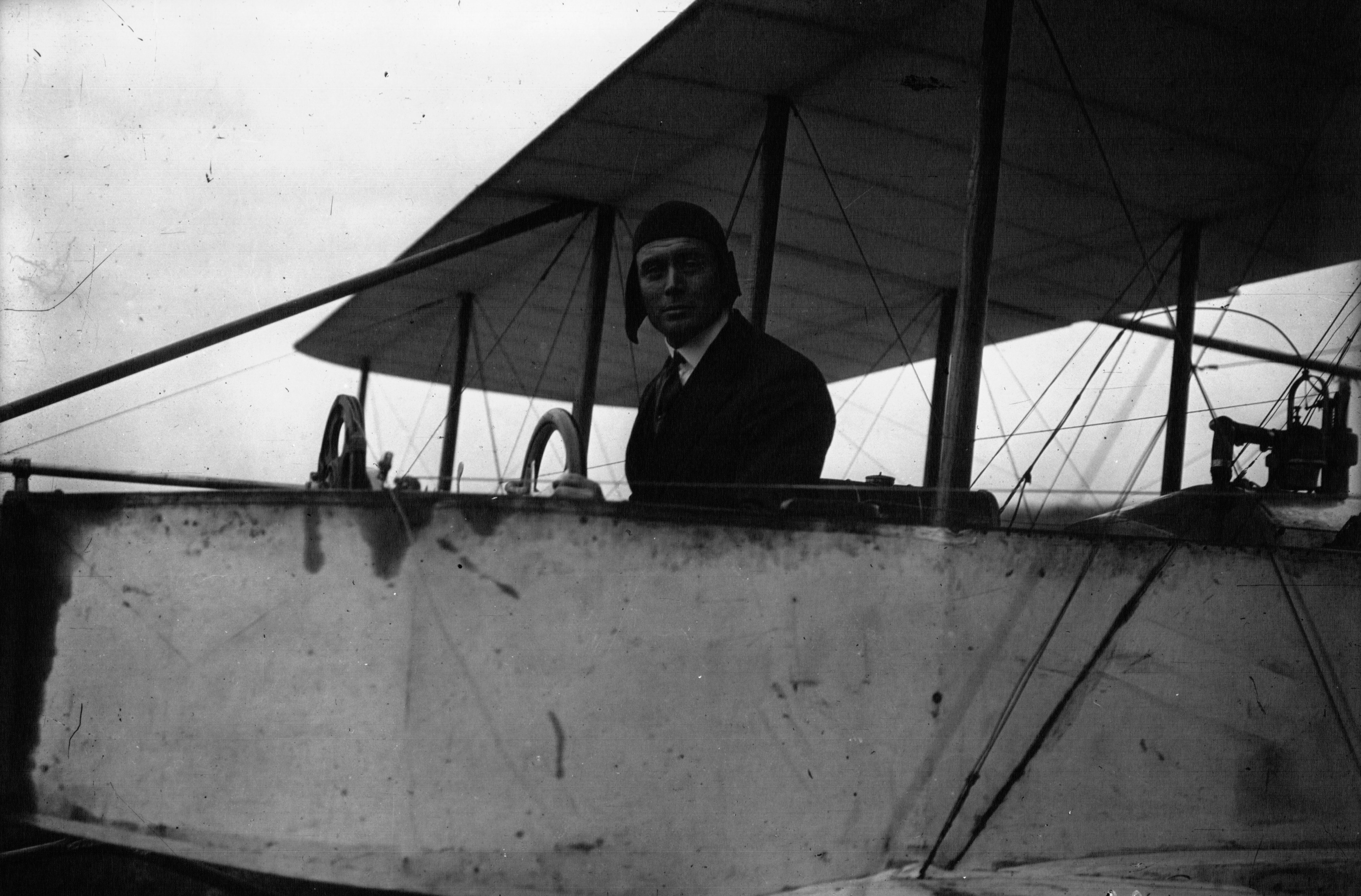
Eugène Renaux sur Farman à l'aérodrome de Buc.

Après la vente de son agence d'automobile en 1910, Eugène Renaux se retrouve rentier.
En février 1910, il rencontre Maurice Farman qui lui suggère de se lancer dans l'aviation, activité encore naissante. Après lui avoir fait faire un baptême, Maurice Farman lui vend un avion, un biplan Farman muni d'un moteur Renault  de 50 Cv, qui servira à son apprentissage. 
En juillet 1910, après 6 vols d'un quart d'heure derrière Farman, Eugène Renaux est lâché et effectue seul trois fois le tour d'un pommier situé à 5 km de là, obtenant ainsi son brevet de pilote d'aéronef, le numéro 139,.
Moins de 20 jours après l'obtention de son brevet de pilote, Eugène Renaux participe déjà au meeting de Caen. Le mois suivant il participe à celui de Nantes, avant d'aller à ceux de Dijon, Liège et La Rochelle cette même année.

### Vainqueur du prix Michelin d'aviation

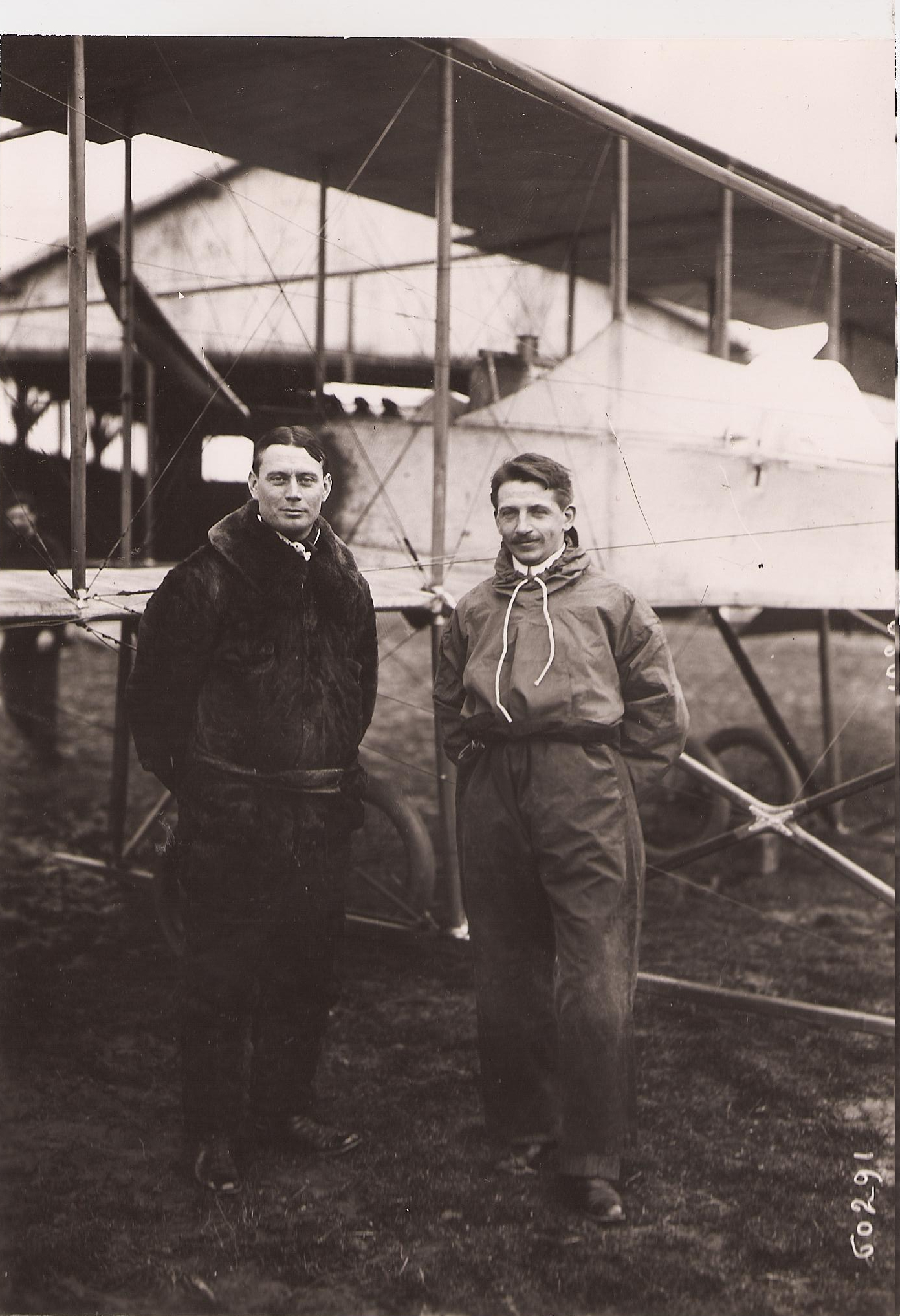
Renaux et Senouque avant le départ pour le Grand Prix Michelin.

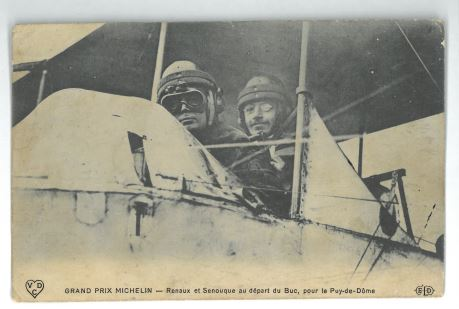
Renaux et Senouque, au départ du Buc, juste avant le départ (Grand Prix Michelin).

Au début de l'année 1911, Eugène Renaux et Maurice Farman décident de se tourner vers le prix Michelin d'aviation, qui récompense de 100 000 francs le premier aviateur réalisant un vol Paris/sommet du Puy de Dôme en faisant le tour de la cathédrale de Clermont-Ferrand en moins de 6 heures à bord d'un aéronef avec deux occupants. Aidé de Farman, Eugène Renaux se prépare pour un vol biplace avec comme passager Albert Senouque.
À partir du moment où Eugène Renaux s'engage sur cette épreuve, il se rend tous les matins avec Albert Senouque, Maurice Farman, le chronométreur officiel et le commissaire au "Palais de l'automobile", à un garage de Paris appartenant à Farman, pour faire le point sur la météo sur le parcours. 
Le 5e jour, le 7 mars 1911, la météo est favorable et puisqu'alors rien ne s'oppose plus au départ, Maurice Farman prend Eugène Renaux à part dans son bureau pour s'assurer qu'il est bien décidé à tenter l'aventure.
Le règlement imposant de démarrer le chronomètre en vol à la verticale du parc de l'Aéro-Club de France, Renaux se rend ensuite à l'aérodrome Maurice Farman, à Buc, où son aéronef l'attend. À 9 h 12, Eugène Renaux et son passager Albert Senouque, survolent le parc : le chronomètre est déclenché. Pour remporter le Prix, ils devront se poser au sommet du Puy de Dôme avant 15 h 12.
À 10 h 18, ils passent au-dessus de Montargis.
À 11 h 53, Renaux et Senouque se posent sur l'aérodrome des Peupliers, près de Nevers pour ravitailler, ravitaillement indispensable étant donné les contraintes imposées par le parcours. Une foule importante les y attend, et pendant que Senouque fait le plein, Renaux en profite pour s'alimenter. Ils redécollent à 12 h 7.
À 13 h 20, ils survolent Moulins où la foule s'est amassée sur les quais de l'Allier pour les voir passer. 
Après avoir survolé Gannat, ils enroulent la cathédrale de Clermont-Ferrand à 14 h 10, comme le stipule le règlement, les cloches de la cathédrale et les sirènes de l'usine Michelin retentissant spécialement pour l'occasion.
Renaux et Senouque se posent en douceur au sommet du Puy de Dôme à 14 h 23, soit 5 h 10 après la verticale de l'Aéro-club de France, en ayant survolé la cathédrale de Clermont-Ferrand au passage : toutes les exigences étant remplies, ils remportent le Prix Michelin d'aviation et les 100 000 francs promis aux vainqueurs.

Le lendemain de l'exploit, lors du banquet organisé par la municipalité de Clermont-Ferrand en l'honneur des aviateurs et des donateurs du Prix, Eugène Renaux déclara en guise de remerciements:
« (...) Je commence par mon ami Senouque, mon bon et courageux collègue qui a bien voulu m'accompagner. Je dois ajouter que j'ai trouvé auprès de Monsieur Mathias, directeur de l'Observatoire et auprès de ses collaborateurs, un concours précieux. J'ai pu, grâce à eux, être tenu au courant de la température et de l'état atmosphérique, ils ont été pour moi, tout à fait aimables et charmants. Enfin, je remercie beaucoup Monsieur Michelin et sa belle initiative lorsqu'il a créé le prix de 100 000 francs. J'avais bien compris son idée d'encourager la construction d'un appareil qui pourrait se poser au sommet du Puy de Dôme, c'est-à-dire dans des conditions excessivement difficiles, sans secousses, sans heurts, sans "casser du bois" comme nous disons. Cette initiative a amené la création de l'appareil répondant à ce but. Cet appareil a été réalisé par Maurice Farman, mais c'est Monsieur Michelin qui a posé le problème car c'était là qu'était la vérité (...) ».

Une stèle commémorant l'exploit est inaugurée sur le Puy de Dôme le 8 juillet 1923, à l'endroit où Renaux et Senouque se sont posés.

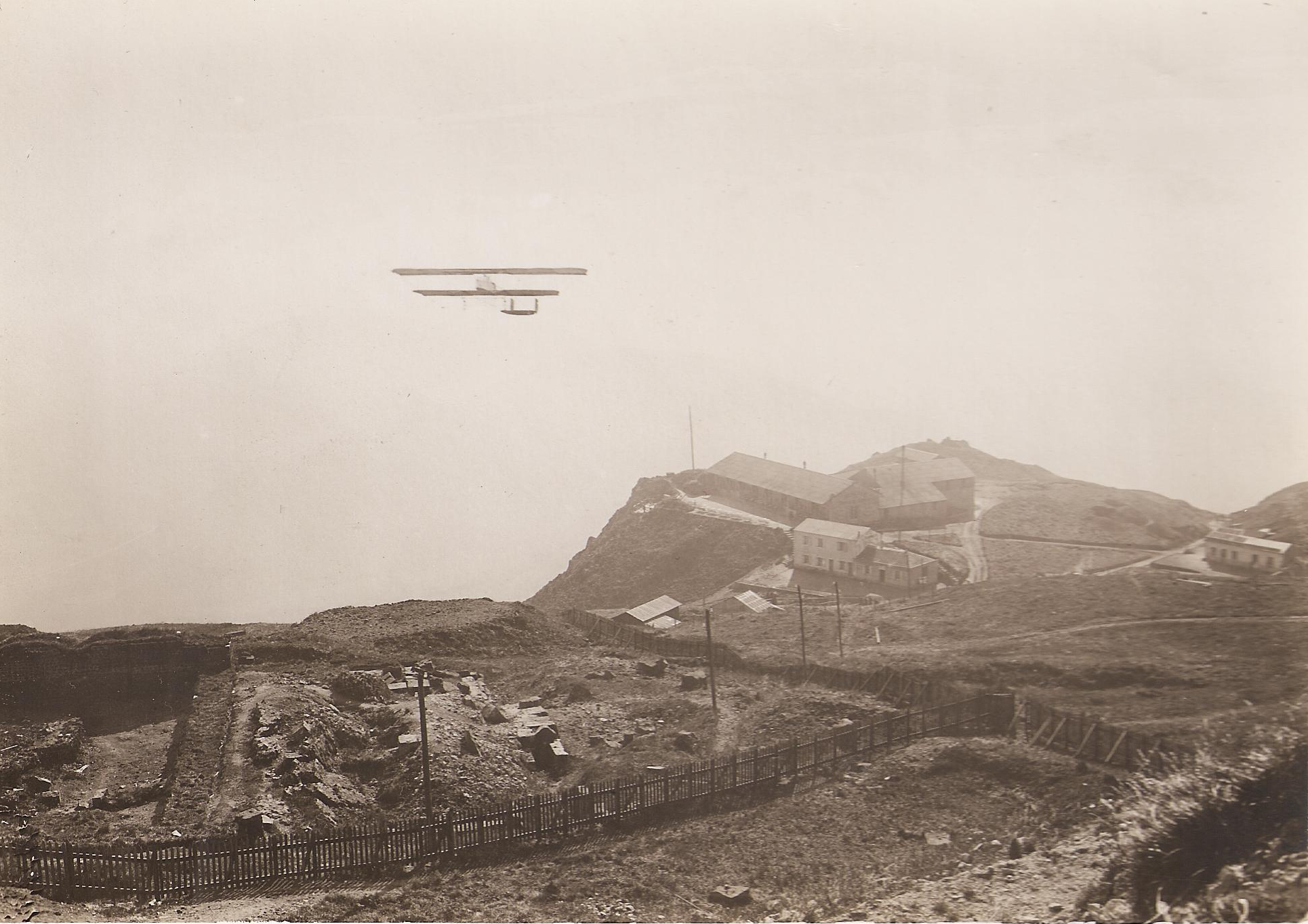
Arrivée au sommet du Puy de Dôme, le 7 mars 1911.

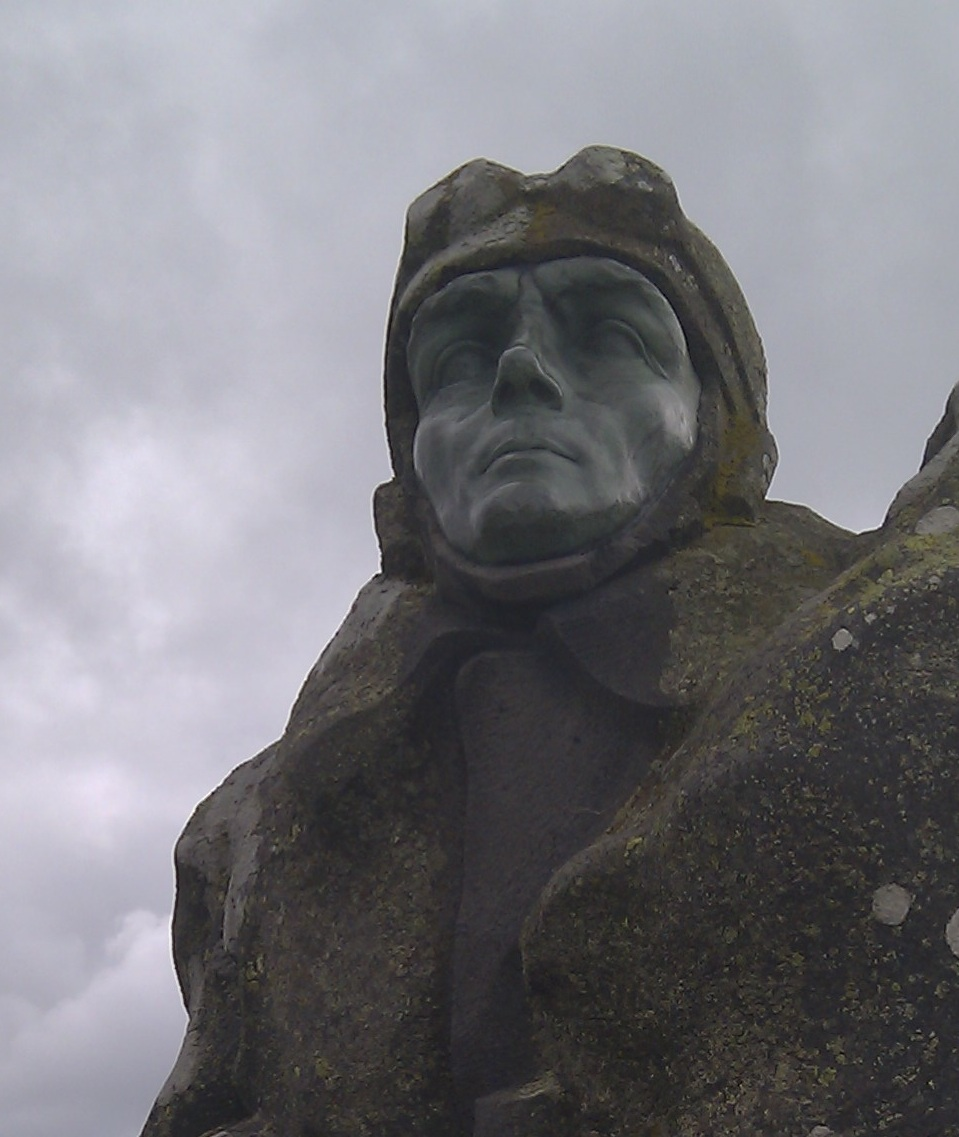
Stèle au sommet du Puy de Dôme rappelant l'exploit d'Eugène Renaux.